# Jôf di Montasio
Il Jôf di Montasio (Jôf dal Montâs in friulano) è la terza montagna più alta del Friuli-Venezia Giulia dopo il Coglians e la Creta delle Chianevate e la più alta delle Alpi Giulie italiane alta 2.754 m (la seconda dell'intera sezione alpina dopo il Monte Tricorno in Slovenia), situata in provincia di Udine, all'interno alla Catena Jôf Fuârt-Montasio e compresa tra i territori dei comuni di Chiusaforte, Dogna, Malborghetto Valbruna e Tarvisio.

## Descrizione

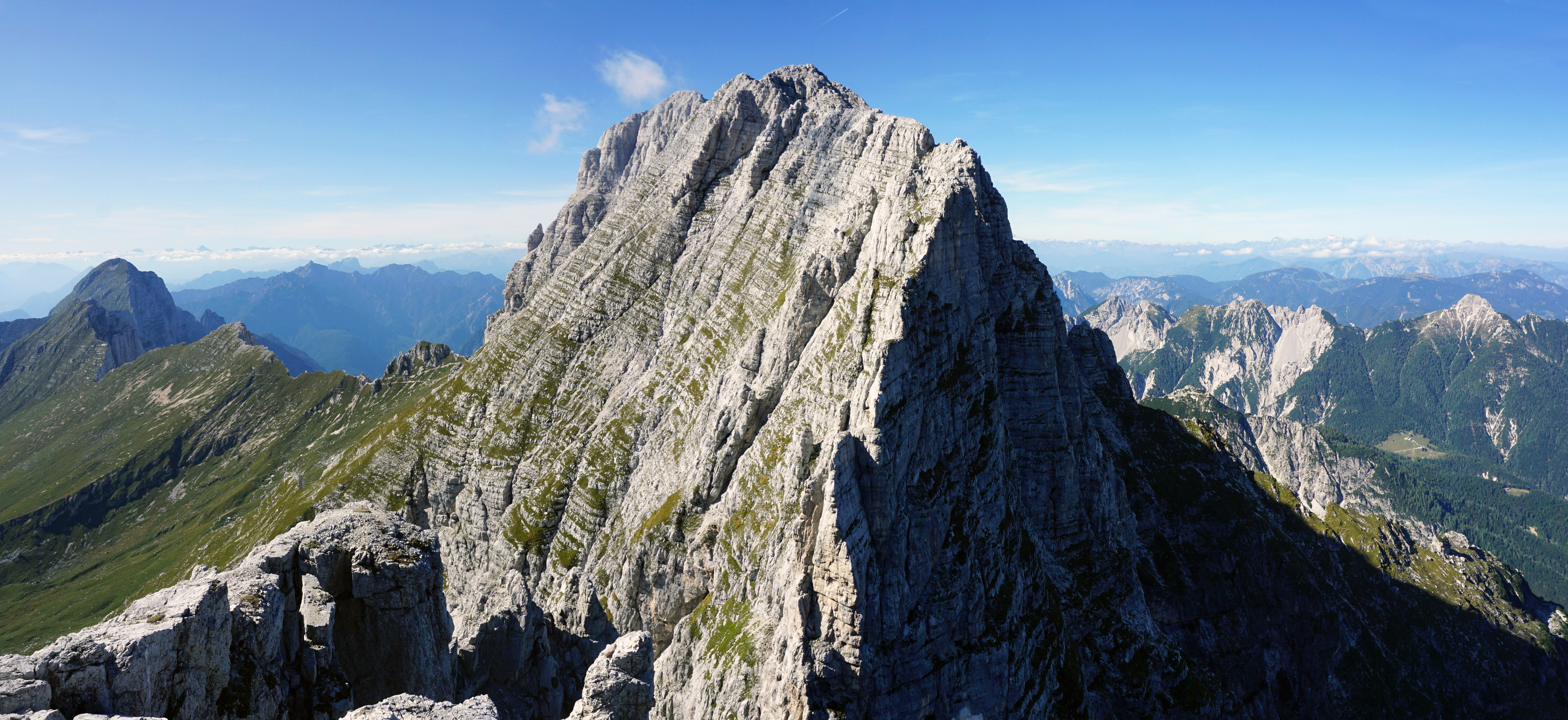
Vista del Montasio da est dal gruppo dello Jôf Fuart

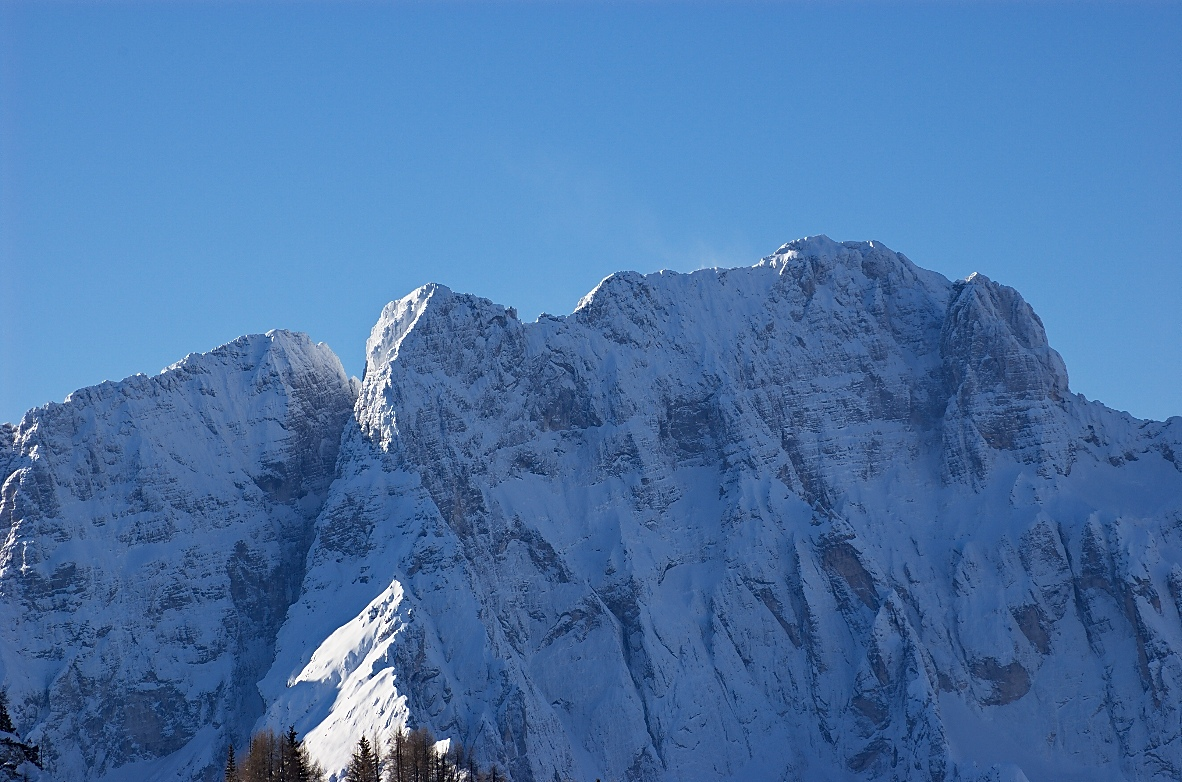
Parete nord del Montasio dalla Val Saisera

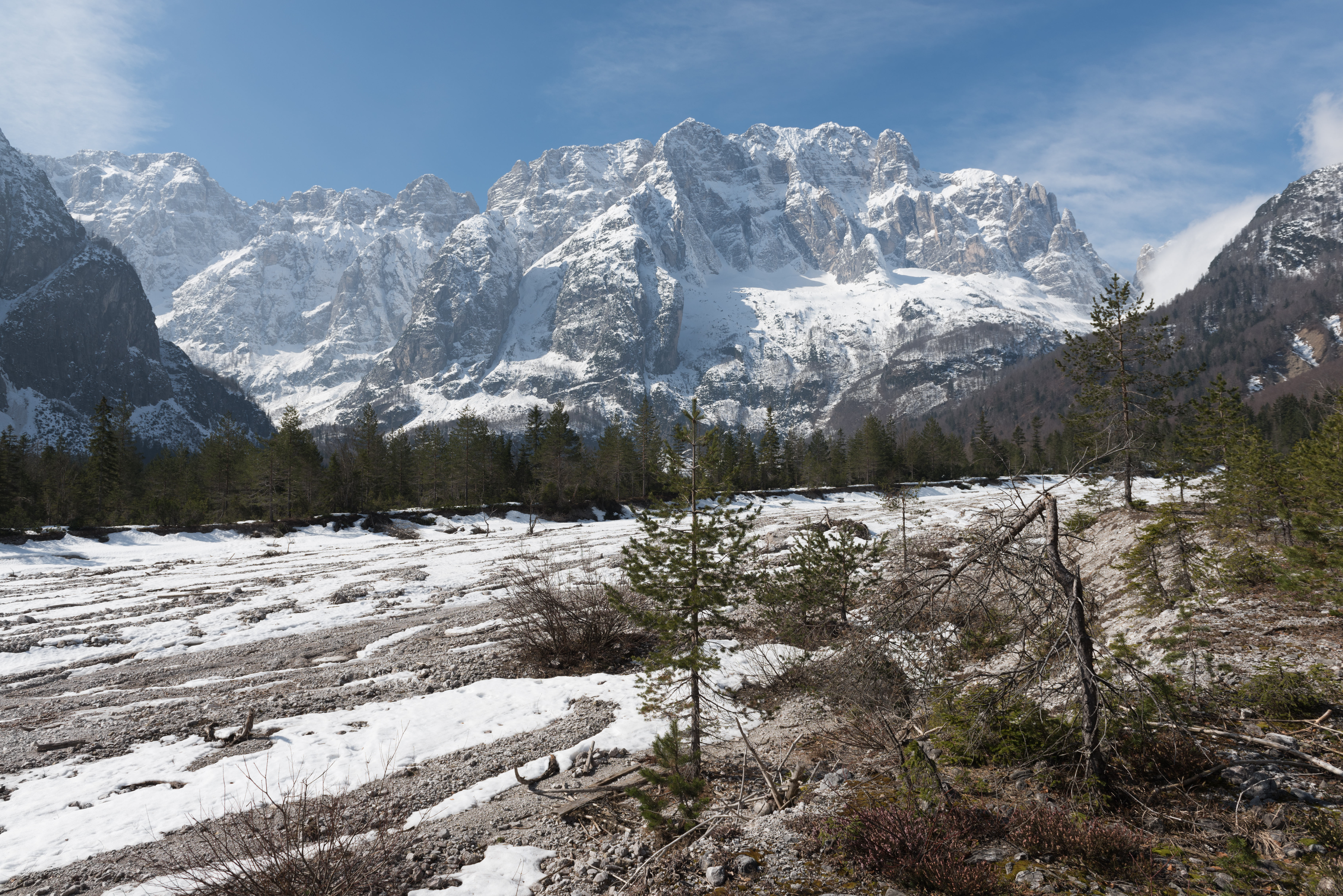
Il Montasio da Malborghetto Valbruna

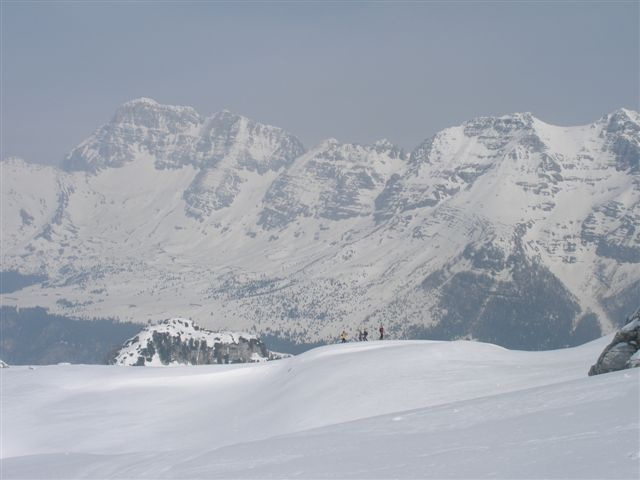
Montasio d'inverno visto dal Monte Canin

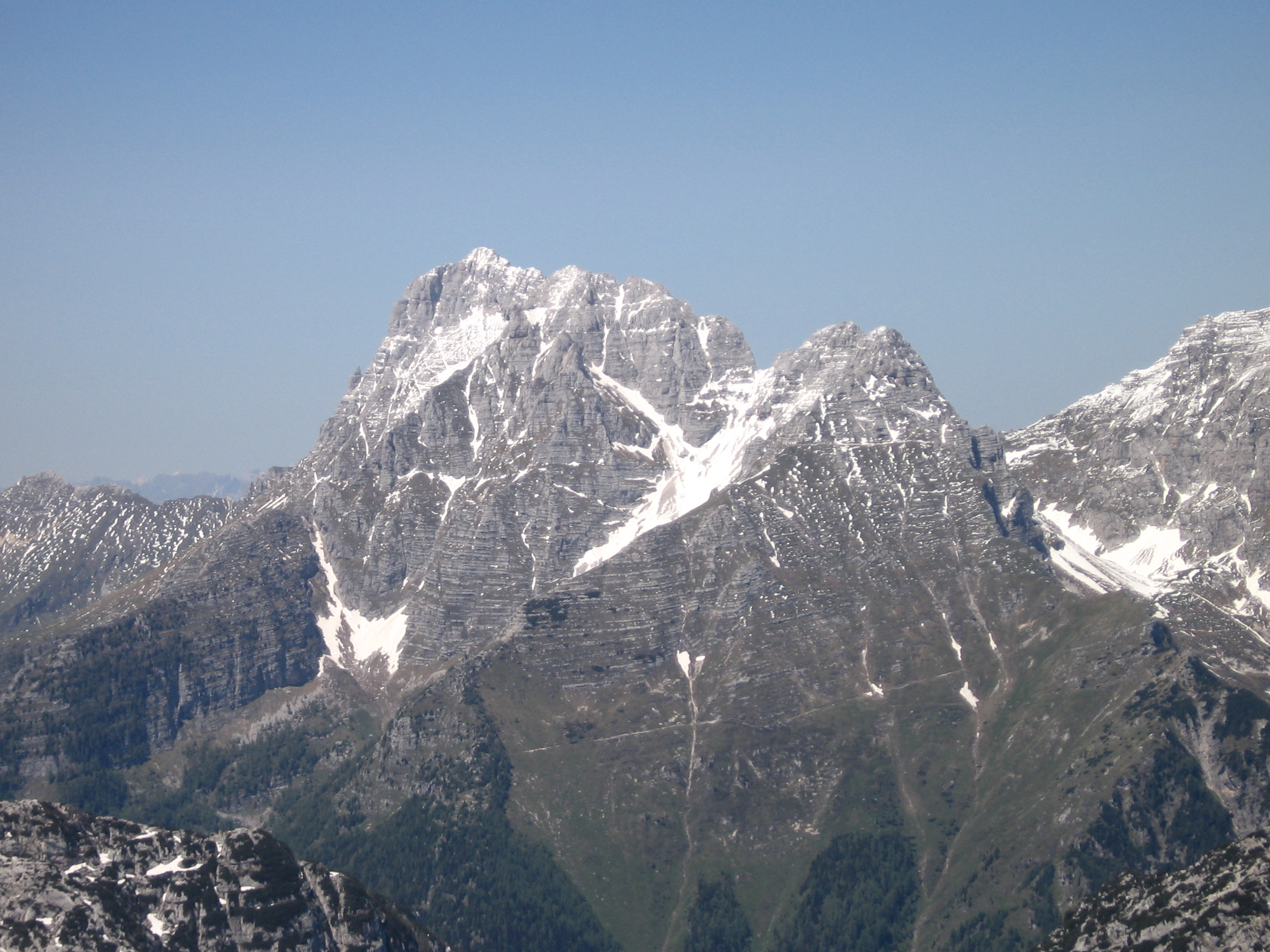
Il Montasio da sud-est dal Monte Rombon.

Posta nella zona del Tarvisiano-Canal del Ferro, poco più ad est è posto il Jôf Fuart, guardando verso sud il Monte Canin. La sua sagoma massiccia a nord sovrasta l'abitato di Malborghetto Valbruna in Val Canale, a ovest il paesino di Dogna, a sud la stazione sciistica di Sella Nevea posta sotto l'altopiano del Montasio al termine della Val Raccolana.

### Ghiacciai del Montasio

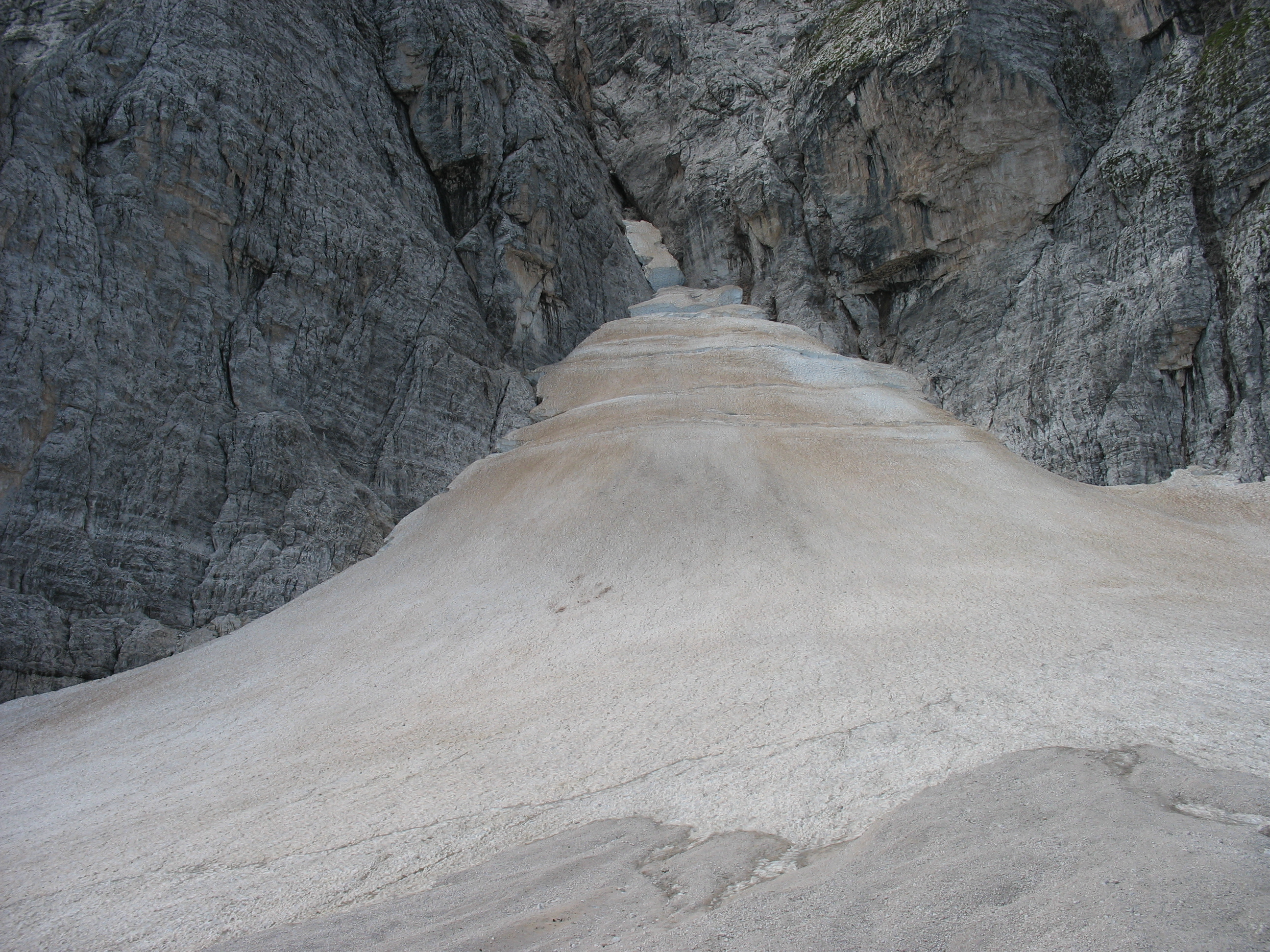
Il Ghiacciaio del Montasio

Sul versante nord sono situati due piccoli ghiacciai, il Minore e l'Occidentale (il più basso delle Alpi con i suoi 1900 metri sul livello del mare), che occupano una superficie complessiva prossima ai 5 ha.

### Altopiano del Montasio
Sul versante sud-ovest ad una quota compresa tra i 1600 e 1800 m è presente un piccolo altipiano noto come Altopiano del Montasio che ospita alcune importanti malghe dedite alla produzione del noto formaggio friulano e suoi derivati.

## Storia

### Inno al Montasio
è il più bello, il più maestoso
Jôf di Montasio re delle Giulie
Ovunque dalla Val Dogna, 
dalla Saisera e da Nevea
lo vedrai come un re dominar
Ascolta! senti questi canti?
questi canti sono un inno
sono un inno alla Montagna
alle Giulie, al Montasio»
(Inno al Montasio)

### La guerra sul Montasio
La guerra sul Montasio, all'interno della Grande Guerra, come in tutte le Giulie, finì nell'ottobre del 1917 a causa della rotta di Caporetto. Ancora oggi per chi sale verso il Jôf di Montasio è facile imbattersi in reperti bellici quali schegge di granata, bossoli, reticolati, quando non addirittura bombe e proiettili inesplosi.

## Ascensioni

### Prime ascensioni
La sua cima fu raggiunta dopo molti tentativi per la prima volta nel 1877 dall'austriaco Herman Findenegg dal lato meridionale.
La maggior parte delle vie settentrionali invece furono aperte dal celebre alpinista Julius Kugy agli inizi del Novecento, e pochi anni dopo, durante la prima guerra mondiale, divenne zona di guerra; lo stesso Kugy, nonostante avesse 57 anni, durante il conflitto fu Alpenreferent (consulente alpino) dell'esercito austro-ungarico in questo settore, per via della sua perfetta conoscenza della zona.

### Percorsi di salita
Vi sono molteplici possibilità di salita alla vetta; le più comuni sono:
- dalla val Dogna (alpinistica). Sicuramente l'itinerario più spettacolare delle Giulie; presenta notevoli dislivelli, con ambiente severo e selvaggio. Percorso da non sottovalutare in quanto si sviluppa su roccia con passaggi di II grado, richiede notevoli risorse fisiche e consolidata pratica di montagna. Percorso segnalato con parziali attrezzature;
- dal bivacco Stuparich per la via "Kugy-Horn", denominata così perché percorsa in due tempi: la prima parte lungo la Torre Carnizza e le Cenge del Walhalla da Kugy, Bolaffio, Oitzinger e Komac nel 1903; la seconda lungo una rampa obliqua alla Sfinge da F. Horn da solo nel 1911. Itinerario grandioso e completo, alpinistico e con passi di IV lungo la rampa che immette alla cengia ove sorge il Bivacco Suringar.
- dal bivacco Fratelli Stuparich con la via ferrata "Amalia". Si svolge nell'ampio canale a balze rocciose del versante nord della Torre del Montasio, percorso per la prima volta da Kugy, Kverch, Komac e Pesamosca nel 1896 in discesa;
- dal bivacco Carlo e Giani Stuparich con la via "diretta Kugy". Si sviluppa su parte della cresta nord-est e successivamente in piena parete nord; è impegnativa, richiede conoscenza della montagna e delle tecniche di progressione, presenta dei passaggi di II - III grado. La caduta di pietre è un costante pericolo;
- dal rifugio "Giacomo di Brazzà" con la via "Findenegg". Itinerario seguito da Findenegg e Brusefiar nell'agosto del 1877, con larga cengia inferiore ed erto canalone roccioso ad ovest. Itinerario esposto lungo la cengia inferiore, richiede cautela in presenza di residui di neve. Alcuni passaggi sono attrezzati. Difficoltà di I grado al canalone ovest.
- dal rifugio "Giacomo di Brazzà" con la via ferrata "Augusto ed Elenita Leva". La via collega la Cima di Terra Rossa allo Jof di Montasio attraverso la Forca Palone. Il tracciato utilizza un percorso del 1915/18, ripristinato nel 1983 dopo danneggiamenti. Si percorrono cenge e camini del versante nord-ovest della Cima di Terra Rossa e cenge del versante meridionale del Modeon del Montasio, con uno sviluppo di quasi 1500 metri quasi interamente attrezzati;
- dal rifugio Divisione Julia per la via Brazzà, 4 ore. Si sale alla Casera, parte di mezzo a 1550 m, per poi raggiungere la Forca dei Distèis a 2201 m. Si prosegue per un ripido sentiero verso est, fra zolle e rocce fino alla Forca dei Vert, profonda tacca fra la Cima Verde e il Jôf. Da qui, per un sentiero tagliato nella roccia, si percorre l'esile cresta fra due ripidissimi pendii fino alla vetta.

### Principali punti d'appoggio
- Rifugio Fratelli Grego (1389 m): sorge a poca distanza dall'ampia e boscosa Sella di Sompdogna. È molto frequentato dai turisti grazie al suo facilissimo accesso: da sella Sompdogna 10 minuti; 40 minuti circa dal parcheggio in fondo alla Val Saisera, raggiungibile in auto da Tarvisio e Valbruna. Dispone di 38 letti. È di proprietà del CAI Società Alpina delle Giulie di Trieste (tel. 0428 60111), aperto generalmente da fine maggio a fine settembre, anche se sovente viene tenuto aperto anche successivamente in caso di bel tempo.
- Bivacco fratelli Carlo e Giani Stuparich (1587 m): sorge su un panoramico balcone verde al cospetto del versante nord del Montasio. È il punto di partenza per tutte le ascensioni della zona. È una comoda casetta a due vani (soggiorno + camera) raggiungibile dal rifugio Grego in un'ora e mezza oppure dalla val Saisera in quasi due ore. Dispone di 18 posti con coperte, sempre aperto. Proprietà CAI Società Alpina delle Giulie di Trieste.
- Bivacco Adriano Suringar (2430 m): sorge sulla Grande Cengia Superiore del Montasio, all'inizio del Canalone Findenegg. È punto d'appoggio per chi esce dalle vie di Dogna e Kugy. L'accesso normale è dai Piani del Montasio e dal Rifugio Di Brazzà in meno di tre ore, attraverso sentiero sui pascoli e successivamente su tracce a tratti esposte ed attrezzate. È raggiungibile anche dal versante nord in 4 ore attraverso la Ferrata Amalia.
- Rifugio Giacomo Di Brazza (1660 m): sorge a 15 minuti dal parcheggio dei Piani del Montasio. È la base di partenza per la normale della cima. Dispone di 30 letti. È di proprietà del CAI/Società Alpina Friulana di Udine, aperto generalmente da fine maggio a fine settembre.

## Monitoraggio

### Webcam
A partire dal 3 agosto 2015, sull'Altopiano del Montasio, alla quota di circa 1550 m s.l.m., hanno iniziato ad operare due webcam che guardano rispettivamente:
- verso il Jôf di Montasio (webcam 2:http://www.crs.inogs.it/ipcam/pmnt2/index.htm);
- verso il massiccio del Monte Canin (webcam 1:http://www.crs.inogs.it/ipcam/pmnt/index.htm).

L'installazione è avvenuta ad opera dell'OGS – Istituto Nazionale di Oceanografia e di Geofisica Sperimentale, in collaborazione con l'associazione Friulana Tenutari Stazioni Taurine.